# Botanischer Garten (Funchal)

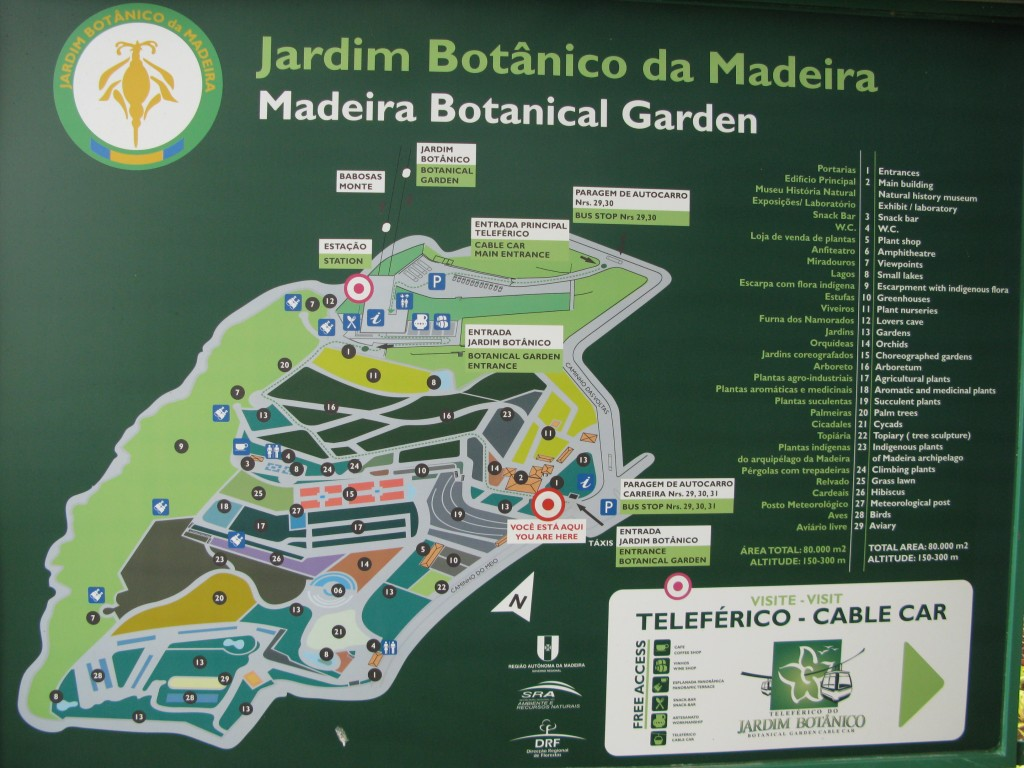
Lageplan des Jardim Botânico da Madeira

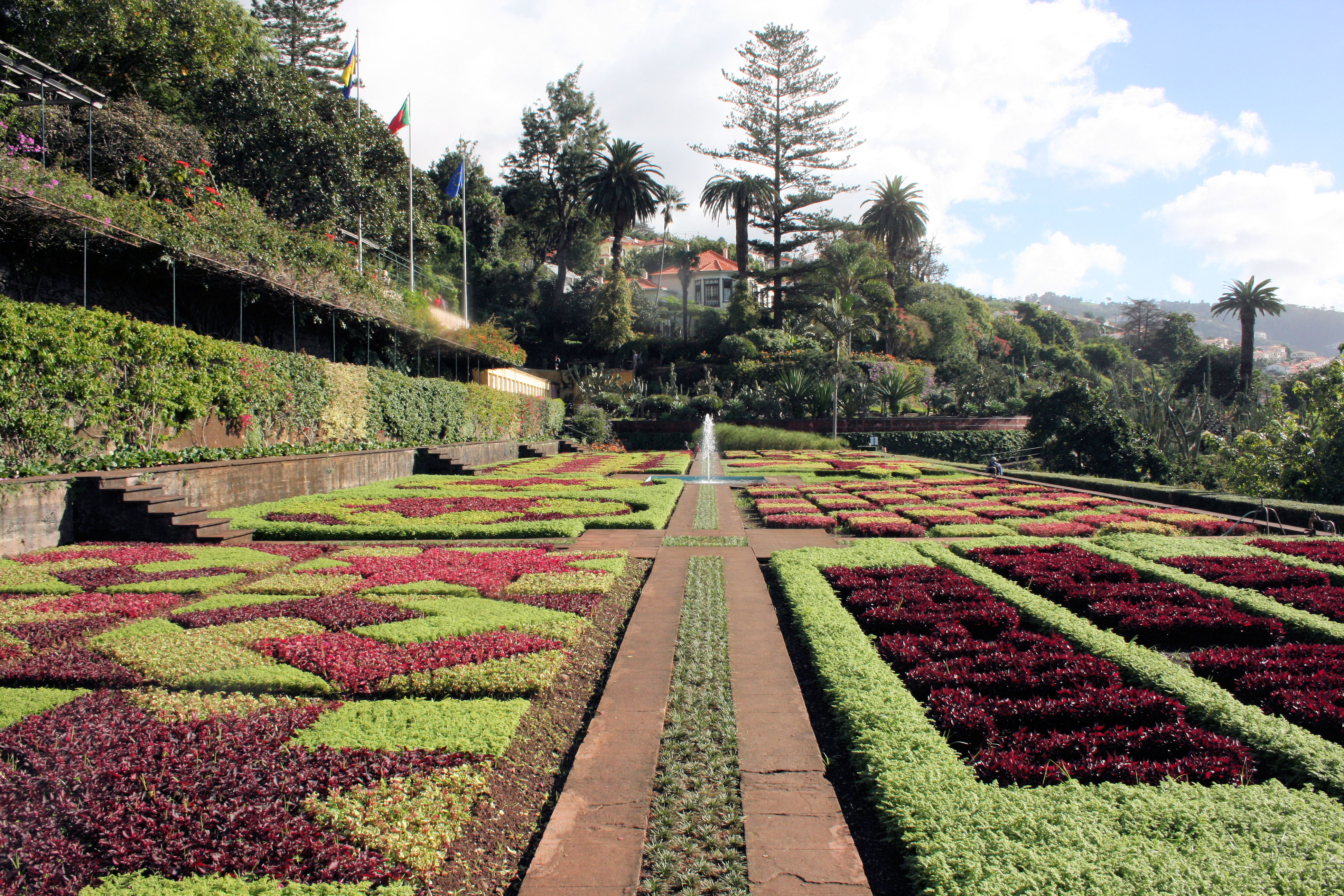
Ornamentgarten mit dem Herrenhaus im Hintergrund

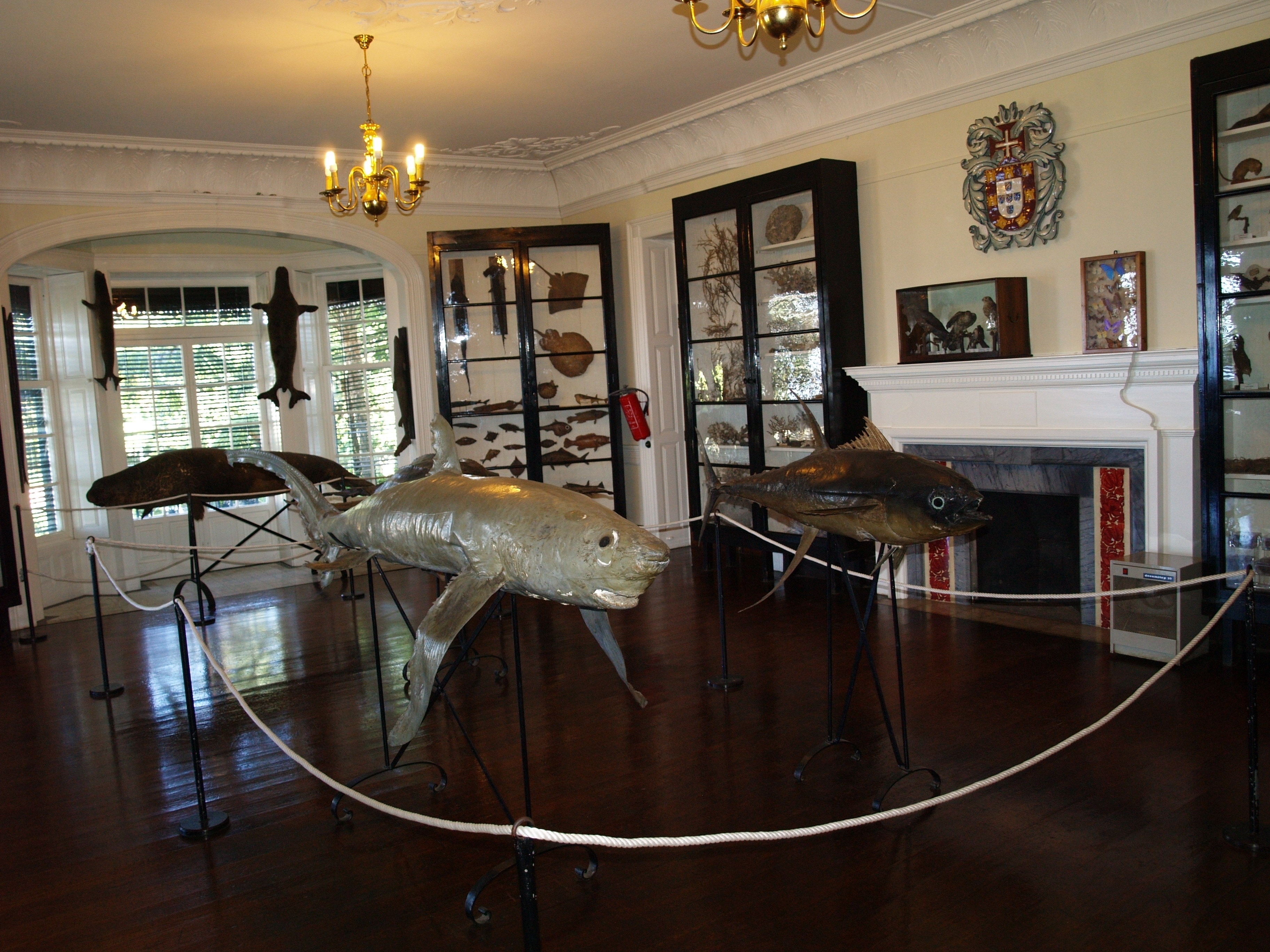
Ausstellung im Museu de História Natural

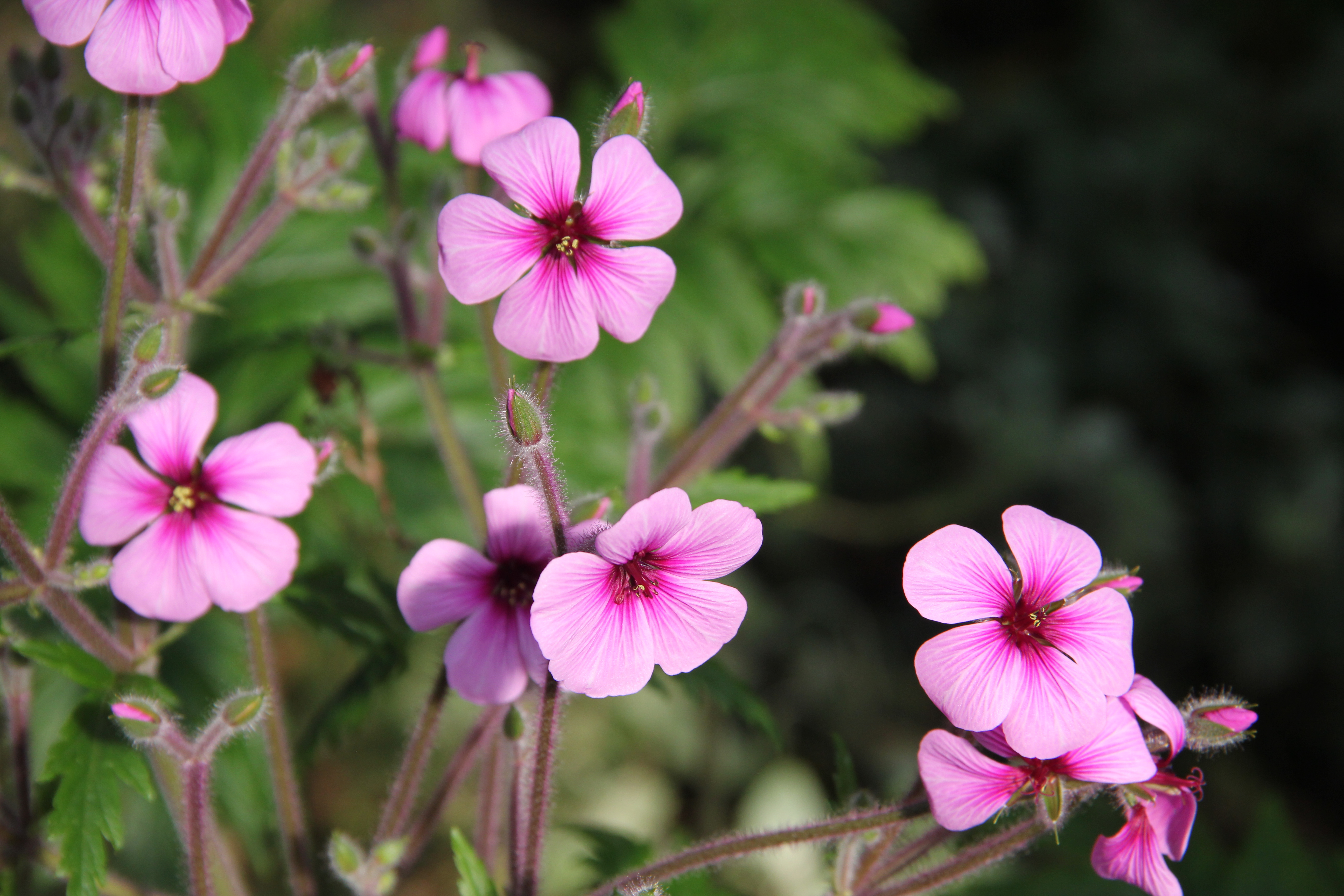
Madeira-Storchschnabel

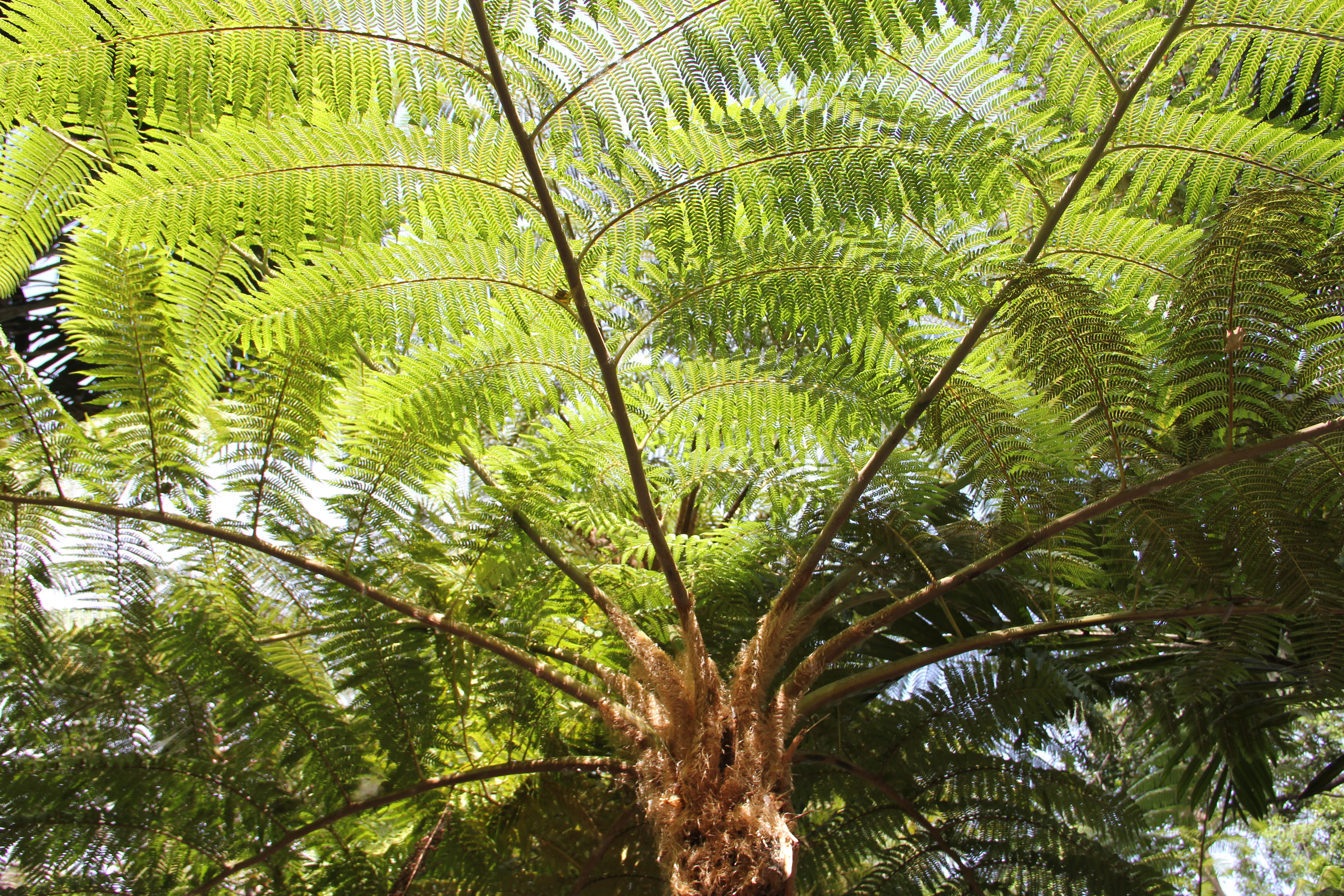
Baumfarn

Der Botanische Garten Funchal (portugiesisch Jardim Botânico da Madeira-Engº Rui Vieira, vor 2011 Jardim Botânico do Funchal) in Funchal auf Madeira (Portugal) ist eine Parkanlage mit subtropischen Pflanzen.
Die ca. 8 ha große Anlage liegt ca. 3 km nordöstlich des Zentrums von Funchal und untersteht dem Instituto Das Florestas E Conservacao Da Natureza (IFCN). Sie umfasst unter anderem einen Bereich mit Kakteen und Euphorbien, einen Ornamentgarten, einen Bereich mit subtropischen Nutzpflanzen, einige Vertreter der einheimischen Flora und einen Palmengarten. Im oberen Bereich gibt es ein Café. Im ehemaligen Herrenhaus ist seit 1982 das naturhistorische Museu de História Natural untergebracht, das vor allem Tierpräparate zeigt. Die Wege und Plätze des Gartens sind in der portugiesischen Tradition der Mosaikpflasterung aus Rundkieseln ausgeführt.

## Besondere Pflanzen
In der Sammlung des Botanischen Gartens nimmt sich die lokale Flora relativ bescheiden aus, doch mit dem Madeira-Storchschnabel (Geranium maderense), der Honiggebenden Wolfsmilch (Euphorbia mellifera) und der in freier Natur selten zu findenden Madeira-Strauchflockenblume (Cheirolophus-massonianus) finden sich einige der berühmtesten Arten von Madeiras endemischer Flora.
Im Arboretum stehen neben dem lokalen Stinkenden Lorbeer (Ocotea foetens) Gehölze aus aller Welt. Hervorzuheben sind ein Urweltmammutbaum (Metasequoia glyptostroboides) und mehrere Kanarische Drachenbäume (Dracaena draco).
Ein optischer Blickfang und das vielleicht berühmteste Fotomotiv des Gartens sind die sogenannten choreographierten Gärten. Dazu werden kurzgeschnittene Büsche farblich miteinander zu formenreichen Mustern arrangiert.